# Колтон, Росс
Росс Колтон (англ. Ross Colton; род. 11 сентября 1996, Робиснвилл) — американский хоккеист, нападающий клуба «Колорадо Эвеланш». В составе «Тампа-Бэй Лайтнинг» обладатель Кубка Стэнли (2021).

## Карьера
На юниорском уровне играл за команду «Сидар-Рапидс Рафрайдерс»; по итогам сезона 2015/16 он стал рекордсменом лиги по набранным очкам и голам, а также получил награду как самый ценный игрок Востока.
На драфте НХЛ 2016 года был выбран в 4-м раунде под общим 118-м номером клубом «Тампа-Бэй Лайтнинг». Он продолжил свою карьеру в команде «Вермонт Катамаунтс», в которой по итогам первого сезона он стал лучшим бомбардиром по голам и вторым по набранным очкам и был включён в команду новичков. После второго сезона за «Катамаунтс» за свою результативную игру он получил награду Звезду Востока.
26 июня 2018 года подписал с «Тампой-Бэй Лайтнинг» двухлетний контракт новичка. Он продолжил свою карьеру в фарм-клубе «Тампы» «Сиракьюз Кранч», в которой по итогам первого сезона стал одним из лучших игроков по заброшенным шайбам и набранным очкам.
14 октября 2020 года подписал с «Лайтнинг» новый однолетний контракт. 24 февраля 2021 года дебютировал в НХЛ в матче с «Каролиной Харрикейнз», которую «Лайтнинг» выиграли со счётом 3:0; в этом же матче Колтон свою первую шайбу в НХЛ, став 9-м игроком в истории клуба, который забрасывал первую шайбу в дебютном матче. Показывая результативную игру в плей-офф Кубка Стэнли 2021, он стал одним из лидеров команды; 7 июля 2021 года в 5-м матче финальной серии с «Монреаль Канадиенс» забросил единственную шайбу в матче, принеся «Тампе-Бэй» второй подряд Кубок Стэнли и третий в истории клуба.
9 августа 2021 года продлил с клубом контракт на два года. В первом сезоне после подписания нового контракта, он стал одним из результативных игроков, забросив за сезоне 22 гола, что сделало его 9-м игроком в истории клуба, который забрасывал 20 и более шайб в полноценном сезоне в НХЛ. По итогам сезона «Лайтнинг» в третий раз подряд вышли в Финал Кубка Стэнли, где проиграли «Колорадо Эвеланш» в серии 4-2.
По окончании сезона 2022/23 стал свободным агентом и был обменян в «Колорадо Эвеланш», с которым 17 июля 2023 года подписал четырёхлетний контракт.